# Leszek Tarasiewicz
Leszek Tarasiewicz (ur. 1928, zm. 4 września 1999 w Białymstoku) – polski lekkoatleta (sprinter, płotkarz), dziennikarz,  działacz sportowy.

## Życiorys

### Kariera sportowa
Był zawodnikiem Gwardii Białystok oraz Gwardii Warszawa. Specjalizował się w biegach sprinterskich na: 100, 200, 400 m oraz w biegach płotkarskich na: 110 m i 400 metrów przez płotki. W latach 50. XX w był reprezentantem Polski w biegach na 400 m przez płotki.
Był pierwszym zwycięzcą Plebiscytu „Gazety Współczesnej” na Najlepszego Sportowca Białostocczyzny w 1955 roku, triumfował także i w drugiej edycji plebiscytu.

### Działalność dziennikarska
Po zakończeniu kariery sportowej został dziennikarzem, komentatorem sportowym oraz działaczem ruchu olimpijskiego. Przez wiele lat był przewodniczącym oddziału Klubu Dziennikarzy Sportowych w Białymstoku. Pracował w Radiu Białystok. Długoletni kierownik działu sportowego „Gazety Współczesnej”.

Zmarł 4 września 1999 w Białymstoku.
Upamiętnienie, podczas inauguracji roku akademickiego 2003/2004 w Wyższej Szkoły Wychowania Fizycznego i Turystyki w Białymstoku, uczelnianej bibliotece nadano imię redaktora Leszka Tarasiewicza.

## Rekordy życiowe
12-krotny rekordzista Regionu podlaskiego w biegu na 400 m przez płotki (pomiar ręczny)
| Konkurencja                     | Data i miejsce                 | Wynik  |
| ------------------------------- | ------------------------------ | ------ |
| bieg na 200 metrów              | 23 lipca 1956, Spała           | 22,5 s |
| bieg na 400 metrów              | 29 lipca 1956, Poznań          | 49,9 s |
| bieg na 110 metrów przez płotki | 4 października 1953, Białystok | 16,1 s |
| bieg na 400 metrów przez płotki | 10 czerwca 1956, Warszawa      | 53,8 s |